# ロンドン地下鉄
ロンドン地下鉄（ロンドンちかてつ、英: London Underground）は、イギリスの大ロンドン市域を走る世界最古の地下鉄である。最初の区間はメトロポリタン鉄道により1863年1月10日に開業した。初期の路線の大部分は、ハマースミス&シティー線の一部として使用されている。
ロンドン地下鉄は、アメリカや日本の地下鉄のようにSubway（サブウェイ）とは呼ばれず、ロンドンの住民には単に "the Underground" または（より親しみをこめて）"the Tube"と呼ばれている。後者は、そのトンネルの形状に由来している。"Subway" はもっぱら地下道の意に用いられる。
ロンドン地下鉄には2021年9月時点で272の駅が存在し、総延長距離は400km（250マイル）におよぶ。また、廃止となった駅、および路線も数多い。2004年 - 2005年の統計では、総利用者数は年間9億7,600万人、一日あたり267万人である。
2003年から、ロンドン地下鉄はロンドン交通局（Transport for London、TfL）の傘下に入った。交通局は他にも、赤い2階建てバスも含めた、ロンドンのバスの運行計画や運行会社への業務委託を行っている。それ以前は、ロンドン地方交通社（London Regional Transport）がロンドン地下鉄の持株会社として存在していた。

## 歴史

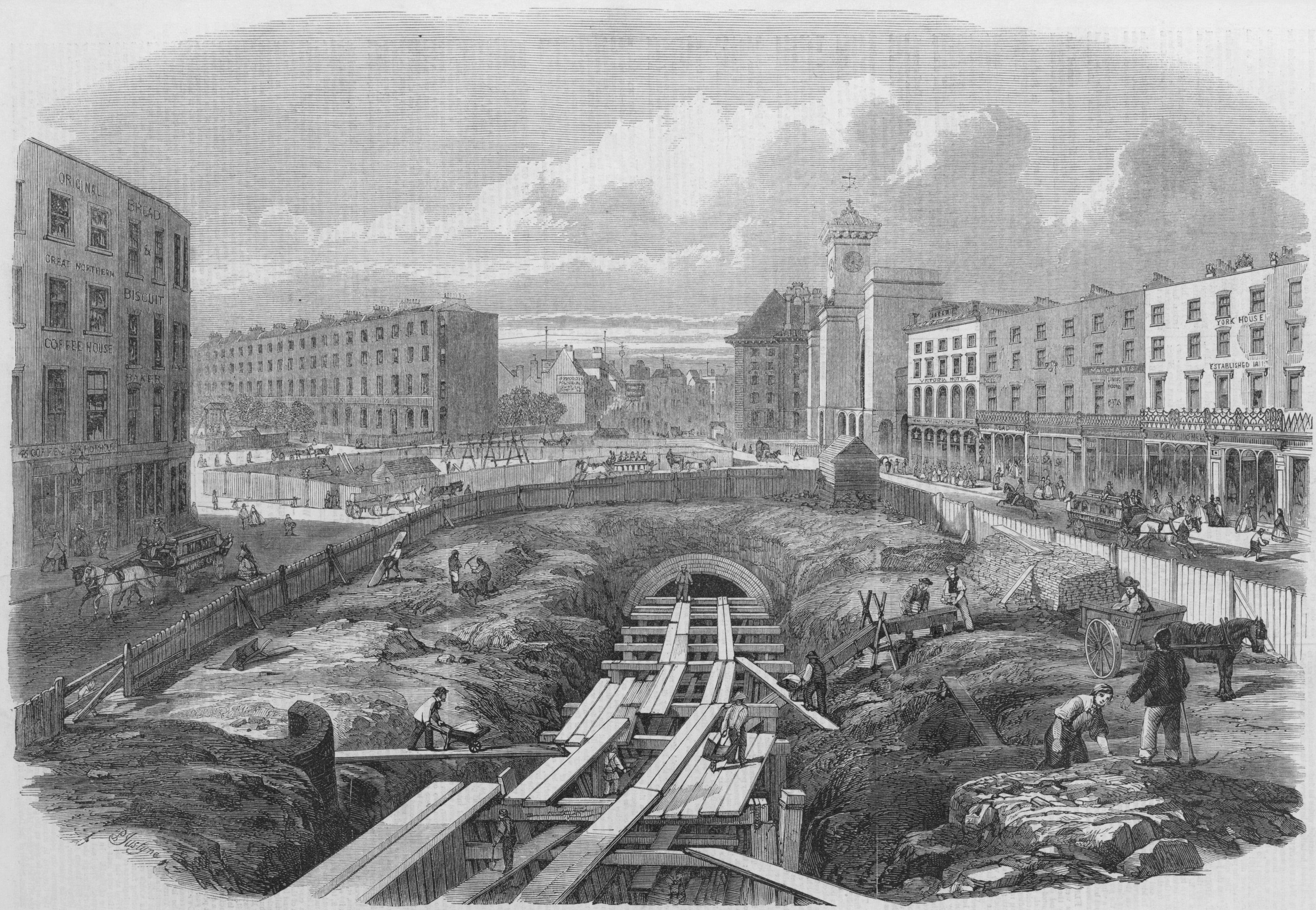
1861年のキングス・クロス駅付近のメトロポリタン鉄道建設工事の様子

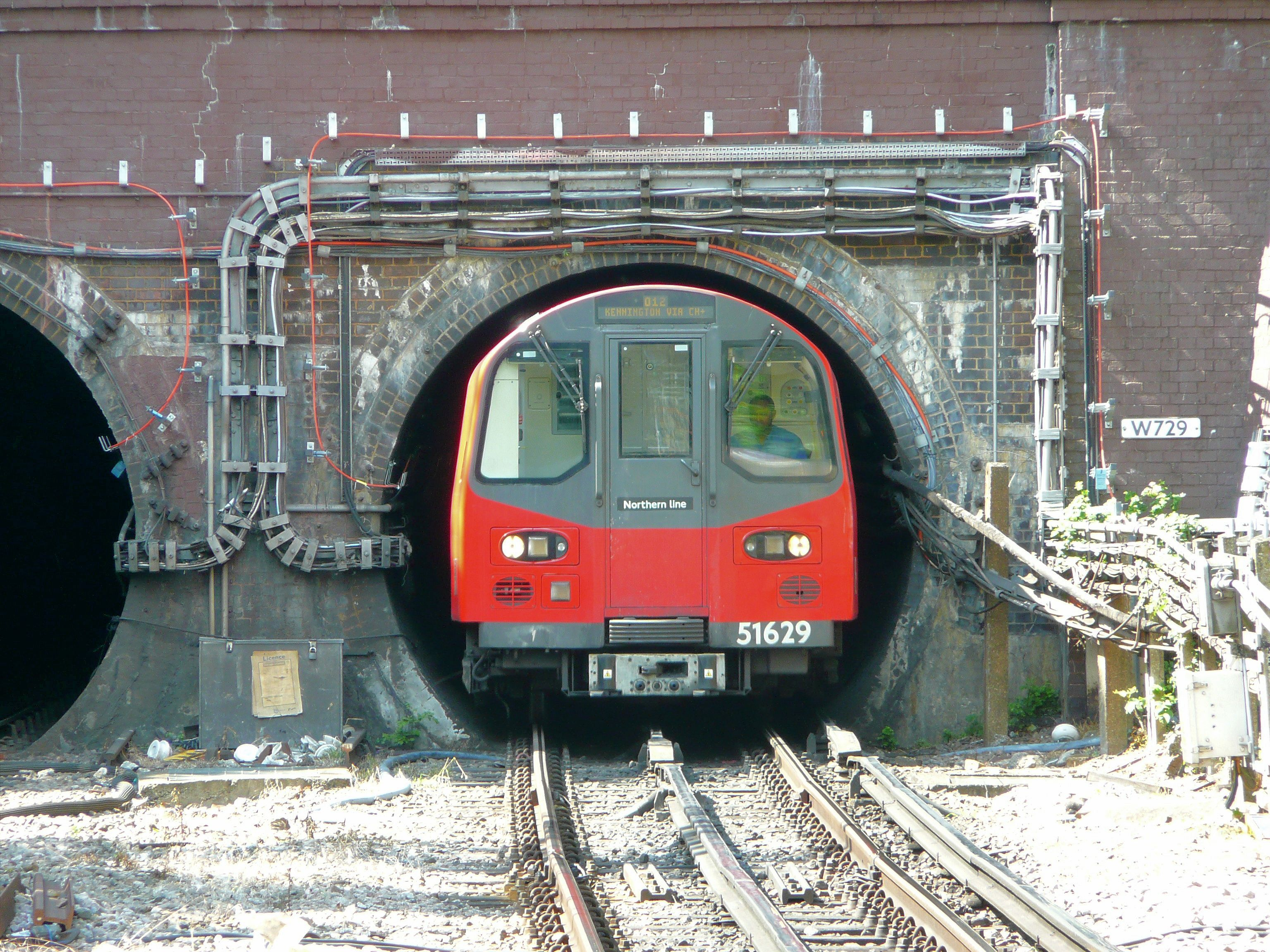
ロンドン地下鉄の愛称 "the Tube" はチューブに似たトンネルの形状が由来。トンネルの断面に合わせた大きさの車両を運用している

ロンドン地下鉄の最初の開通区間（メトロポリタン鉄道のパディントン駅 - ファリンドン駅間）は、世界初の都市内地下旅客鉄道である。この方式が採用されることとなった1854年以降、財政上その他の障害による遅れはあったが、1863年1月10日に開業した。列車は10分ごとに運転され、開業初日には約4万人が利用した。このメトロポリタン鉄道は延伸され、1880年には年間4,000万人を輸送するまでに成長した。他の鉄道会社もこれを機に地下鉄事業に参入し、1884年にサークル線が完成した。
これらの路線はすべて蒸気機関車牽引の列車であり、地上との換気を行う必要があった。よって煤煙によって駅は煤だらけとなり、当時のホームは木造だったためにしばしばボヤも発生するなど、評判は必ずしも良好ではなかった。のちには電気動力方式が発展、また初期用いられた開削工法から、シールド工法などより深いトンネルを掘削する技術が進歩したこともあり、地下鉄はより深い位置に敷設されるようになった。
深い地下鉄の最初の例は1890年のシティー&サウス・ロンドン鉄道線、現在のノーザン線の一部である。
20世紀に入ると、6つの異なった鉄道会社が別々の地下鉄路線を運営するようになった。しかし、他の路線に乗り換えるには多くの駅で地上まで出て歩く必要があり、利用者に不便を強いていた。またこのような運営方式はコスト面からも効率が悪かった。
どの鉄道会社も、より収益性の高い郊外への延伸を目指していたが、それには資本家からの投資が必要とされた。その中で最も有名な存在とされるがアメリカ人のチャールズ・ヤーキスである。ヤーキスは1900年から1902年にかけて、メトロポリタン・ディストリクト鉄道、未完成のチャリングクロス・ユーストン・アンド・ハムステッド鉄道（のちにノーザン線の一部となる）、グレード・ノーザン・アンド・ストランド鉄道、ブロンプトン・アンド・ピカデリー・サーカス鉄道（ピカデリー線の中核をなす）、そしてベーカーストリート・アンド・ウォータールー鉄道（のちにベーカールー線となる）を次々に買収し、1902年4月9日にロンドン地下電気鉄道会社（Underground Electric Railways of London Company Ltd）を創設した。この会社は多くの路面鉄道を所有し、さらにロンドン・ジェネラル・オムニバス会社を買収して、「コンバイン」と称される企業組織となった。
1924年5月13日、デイジー・ハモンドなる女性がベイカールー線のエレファント&キャッスル駅で出産した。新聞はその生まれた女児がテルマ・ウルスラ・ベアトリス・エレノア（Thelma Ursula Beatrice Eleanor、TUBE）と命名されたと報じた。成人したその女児が2000年のテレビ・インタビューに出演し、当時の地下鉄総裁アシュフォード卿を名付け親に、Mary Ashfield Eleanorと命名されたという事実が判明するまで、その誤報は見過ごされていた。
1933年、公共機関としてロンドン旅客輸送委員会（London Passenger Transport Board、 LPTB）が創設され、前述のロンドン地下電気鉄道会社、メトロポリタン鉄道、独立のバス、路面電車会社はすべてこの委員会の傘下に入った。現在のロンドン交通局と概ね共通する業務範囲である。委員会は「1935年40新規事業計画」という路線網拡張計画を策定したが、第二次世界大戦の開戦により計画は凍結された。ドイツによるロンドン空襲が開始されると、地下鉄駅は防空シェルターとして利用されるようになる。当初は一時凌ぎのための対策として始まり、当局はシェルターとしての利用に反対していたが、後には適切な寝台、便所、食事施設なども備えられるようになった。
戦後は人口膨張にともなう混雑の激化を受け、1968年に北西 - 南東方向を結ぶヴィクトリア線が開通した。1977年にはピカデリー線がヒースロー空港まで延伸され、また1979年にはジュビリー線が開通した。
2005年7月7日および7月21日、ロンドン地下鉄の各所で連続爆破が発生した。これに関してはロンドン同時爆破事件を参照。
地下鉄を用いて棺が移送されたのはウィリアム・グラッドストンとトーマス・ジョン・バーナード（慈善家）の2人である。
2013年1月13日、ロンドン地下鉄開業150周年を祝う行事が行われ、メトロポリタン鉄道Aクラス蒸気機関車が牽引する列車がモーゲートからケンジントン・オリンピアまで走行した。この列車にはロンドン市長なども乗車した。

## 概要

### 路線一覧
| 色 | 路線名                                                                     | 開業年 | 区間 | キロ程 | 主な形式 | 駅数 |
| -- | -------------------------------------------------------------------------- | ------ | --- | ------ | -------- | ---- |
|    | ベーカールー線 (Bakerloo Line)                                             | 1906年 | ハローウ& ウィルドストーン - エレファント&キャッスル                                                                        | 23km   | シールド | 25   |
|    | セントラル線 (Central Line)                                                | 1900年 | ウェスト・ライスリップ、イーリング・ブロードウェイ - エピング、ヘインオルト、ニューブリーパーク                             | 74km   | シールド | 49   |
|    | サークル線 (Circle Line)                                                   | 1884年 | ハマースミス - ベーカーストリート - リヴァプール・ストリート -タワー・ヒル - ヴィクトリア - エッジウェア・ロード            | 22km   | 開削     | 27   |
|    | ディストリクト線 (District Line)                                           | 1868年 | イーリング・ブロードウェイ、リッチモンド、ウィンブルドン、ケンジントン・オリンピア - アップミンスター、エッジウェア・ロード | 64km   | 開削     | 60   |
|    | ハマースミス&シティー線 (Hammersmith & City Line)                          | 1863年 | ハマースミス - バーキング                                                                                                   | 26km   | 開削     | 28   |
|    | ジュビリー線 (Jubilee Line)                                                | 1979年 | スタンモア - ストラトフォード                                                                                               | 36km   | シールド | 27   |
|    | メトロポリタン線 (Metropolitan Line)                                       | 1863年 | アマーシャム、ワトフォード、アックスブリッジ - オールドゲート                                                               | 67 km  | 開削     | 34   |
|    | ノーザン線 (Northern Line)                                                 | 1890年 | ハイ・バーネット、エッジウェア、ミル・ヒル・イースト - モーデン、バタジー・パワーステーション                               | 58km   | シールド | 50   |
|    | ピカデリー線 (Piccadilly Line)                                             | 1906年 | ヒースロー・ターミナル2､ 3、4、5、アックスブリッジ- コックフォスターズ                                                      | 71km   | シールド | 52   |
|    | ヴィクトリア線 (Victoria Line)                                             | 1968年 | ブリクストン - ウォルサムストウ・セントラル                                                                                 | 21km   | シールド | 16   |
|    | ウォータールー&シティー線 (Waterloo & City Line)                           | 1898年 | ウォータールー - バンク | 2km    | シールド | 2    |
|    |                                                                            |        | |        |          |      |
|    | イースト・ロンドン線 (East London Line) 現在はロンドン・オーバーグラウンド | 1869年 | ニュー・クロス - ホワイトチャペル                                                                                           | 8 km   | 開削     | 8    |

- イーストロンドン線は、2007年12月22日に営業が停止された。この路線は、2010年にロンドン・オーバーグラウンドの一部として再開。

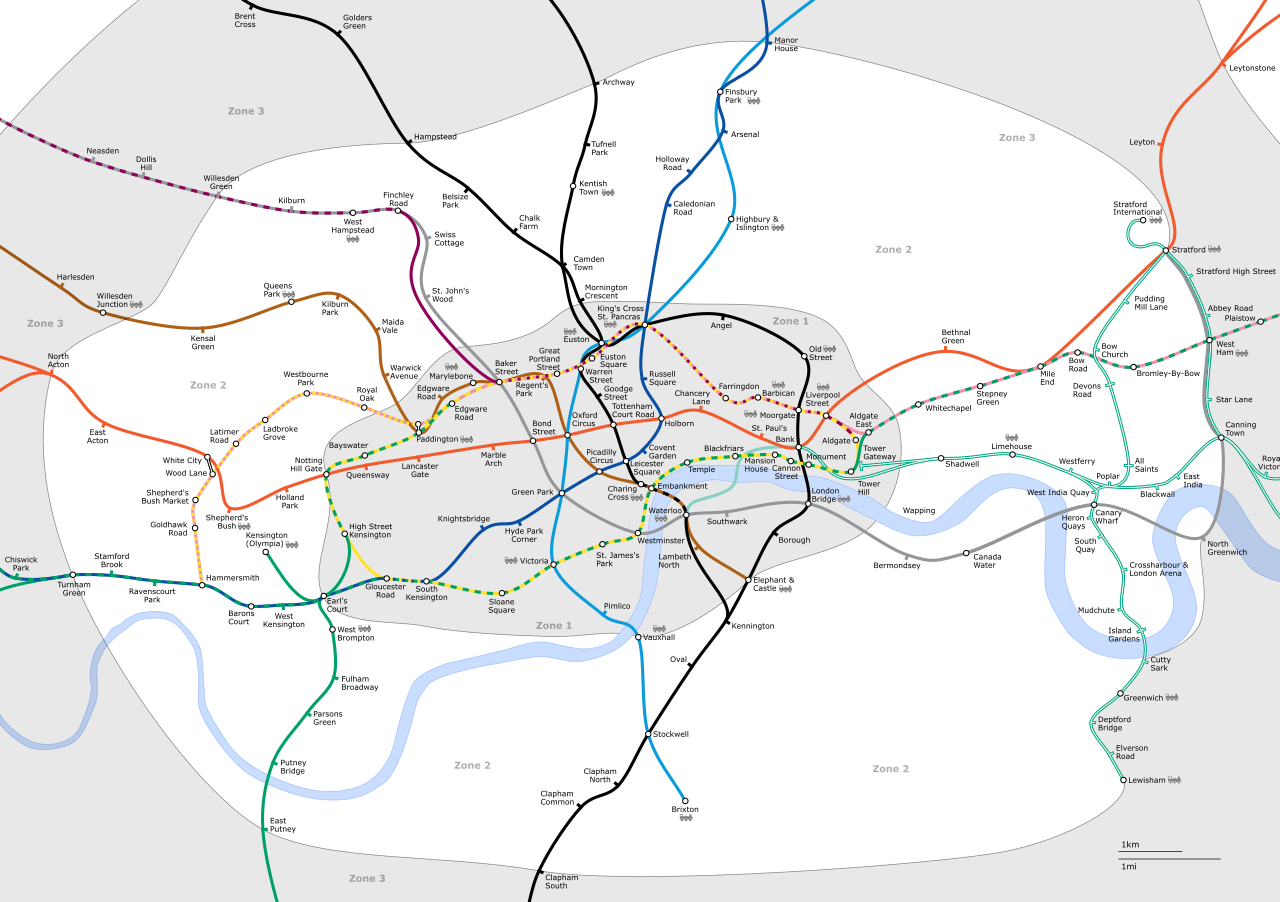
ロンドン地下鉄路線図（ゾーン1・2）

### 路線

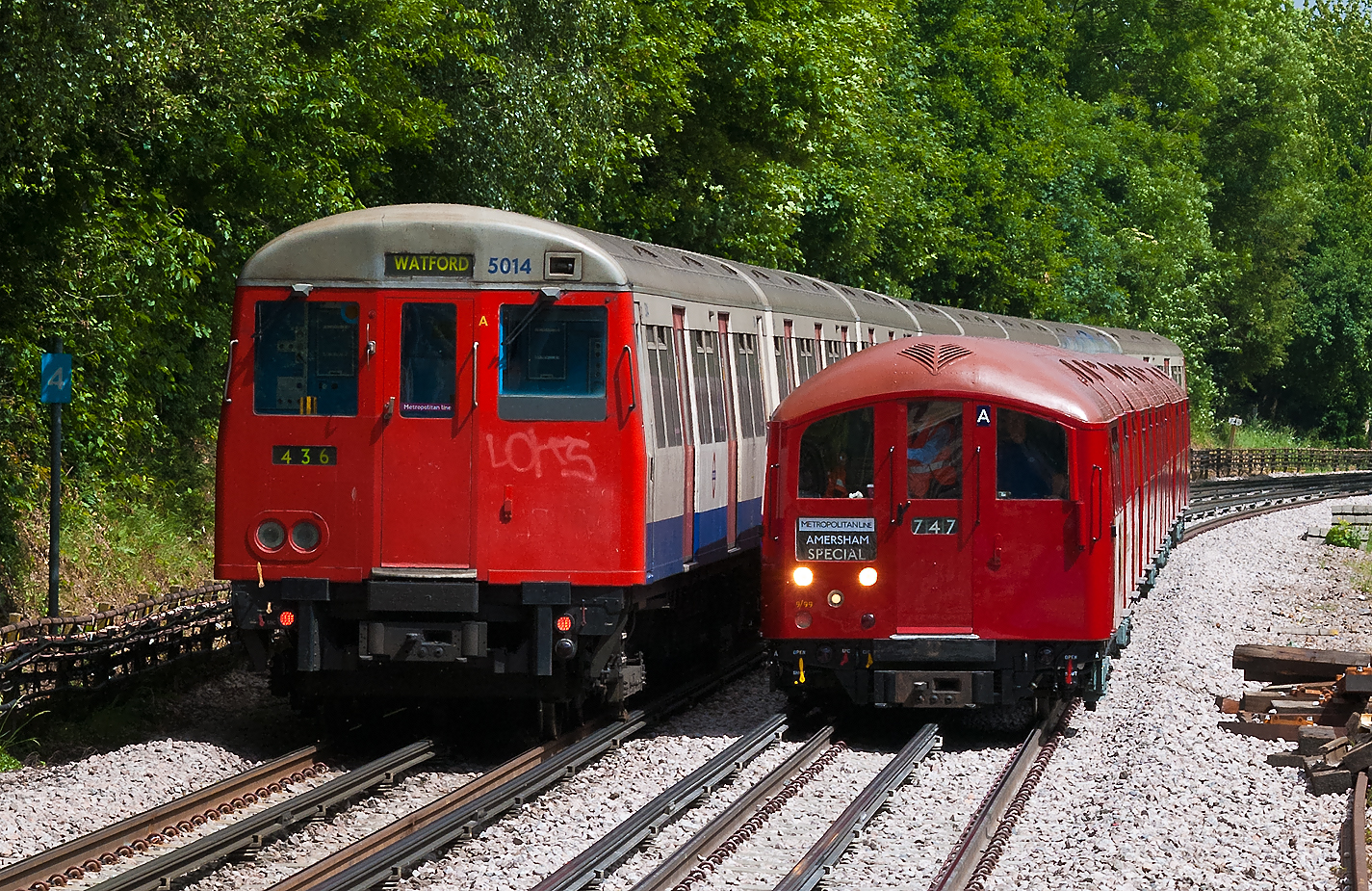
大きさの異なる2つの車両。
大きい方が地下鉄初期に開設された直径の大きな線を走るA系（左）、小さな方が経費削減のため直径を小さくして掘削費用を節減して開設された新線の1938 Stock（右）

路線は大きく2種類に分けられる。開削工法で作られた地表下6mほどの比較的浅い路線と、シールド工法で作られた地表下20mほどの路線がある（上の "the Tube" の写真参照）。前者は比較的初期にできた路線で、車両限界もイギリスの標準的なサイズである。しかし、後者はトンネル直径が3.56mしかないため、車輌も小断面である。これは、建設された20世紀初頭には、大断面のシールドマシンが存在しなかったためである。全般的に地上区間が多く、地下区間は全体の45%ほどである。
旧線・新線の両者ともにアンダーグラウンドもしくはチューブと呼ばれており、旧来の線をアンダーグラウンド、新線をチューブと呼び分けるというのは間違いである。あえて言えばアンダーグラウンドが正式名称、チューブが愛称である。
ジュビリー線は他のすべての線と接続する唯一の路線である。ディストリクト線はこれに次ぐが、メトロポリタン線にあと約20mのところで接続しそこなっている。
アーセナル駅はロンドンのサッカークラブから名前をとった唯一の駅である（以前はジレスピー・ロード駅と称した）。ウェスト・ハム駅もこれに近いが、チーム名はウェストハム・ユナイテッドである。
イギリスの人気テレビドラマサンダーバードでは地下に眠る忘れ去られた遺構のような設定でロンドン地下鉄駅が登場する。廃墟と化したピカデリーサーカス駅とバンク駅のプラットホームの描写がある。
275の駅すべてを最短で周る記録は18時間35分43秒。これはジェフ・マーシャルとニール・ブレイクが保持している。

### 運賃
2015年1月2日に運賃が改定された。

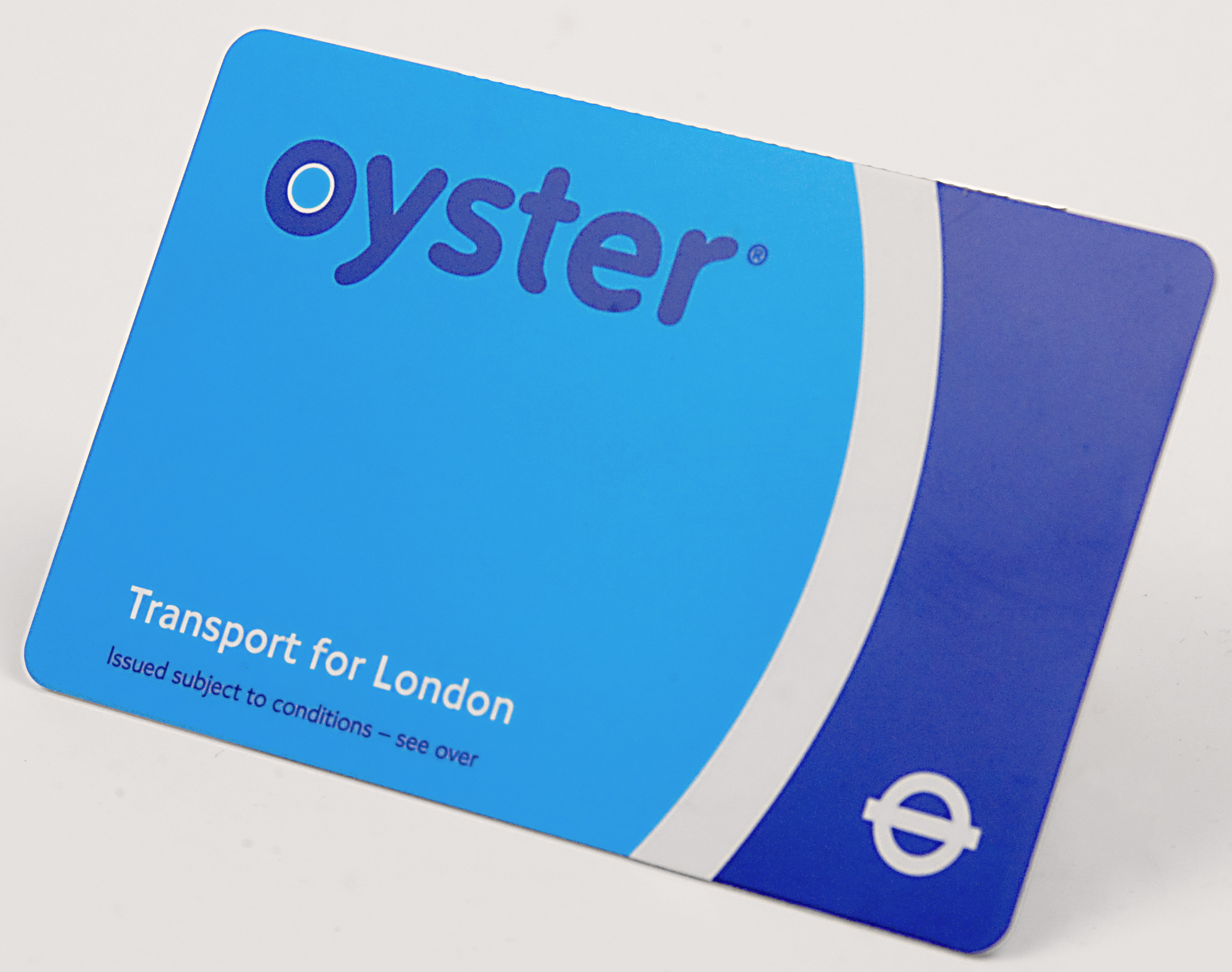
オイスターカード

ロンドン地下鉄では、運賃体系にゾーン制および時間帯別運賃を採用している。ゾーンは、市内中心部からの距離に応じて9つに分けられていて、中心部がゾーン1、中心部からもっとも遠い外側がゾーン9とゾーン・スペシャル（Special fares apply）の2つである。ゾーン・スペシャルに入る駅は、乗り入れ先のWatford Junction駅のみである。ゾーン制のため、コヴェント・ガーデン駅 - レスター・スクウェア駅のように250mしかない区間でも、ゾーン1いっぱい乗っても同額である。ピーク時運賃は2つあり、平日の6時半から9時半までと、16時30分から19時までに適用される。
紙の切符を現金にて購入して乗車する場合、時間帯にかかわらず￡4.80の均一運賃である。
パリの地下鉄の運賃が€1.7均一であることと比較し、ロンドン地下鉄は高額であると言われることもある。

#### オイスターカード使用時の運賃
オイスターカードというICカードでは、紙の切符より安い運賃が適用される。その理由は、オイスターの使用促進のためにあえて紙の切符の運賃を高くしているからである。オイスターでは時間別運賃が適用される。オイスターカードで乗車する場合は、ゾーン1の場合￡2.30に、その他のゾーンの場合はその距離や時間帯によって変わるが、最低でも￡1.10（ゾーン1 - 9をピーク時に利用した場合）は割引される。また、「どんな場合でもオイスターカードを利用する方が割安になる」原則に基づき、1日（午前4時 - 翌午前4時）の利用料金の合計が、利用したゾーンに応じた上限額（CAP, ゾーン1、2の場合￡6.30）に達した場合、それ以上は差し引かれないようになっている。1日用のトラベルカードよりもオイスターカードの上限のほうが安価である。
|                             | オイスターカード利用時 | オイスターカード利用時 | 現金   |
|                             | ピーク時               | オフピーク時           | 現金   |
| ゾーン1を含む場合の運賃     |                        |                        |        |
| ゾーン1のみ                 | ￡2.30                 | ￡2.30                 | ￡4.80 |
| ゾーン1-2                   | ￡2.90                 | ￡2.30                 | ￡4.80 |
| ゾーン1-3                   | ￡3.30                 | ￡2.80                 | ￡4.80 |
| ゾーン1-4                   | ￡3.90                 | ￡2.80                 | ￡5.80 |
| ゾーン1-5                   | ￡4.70                 | ￡3.10                 | ￡5.80 |
| ゾーン1-9                   | ￡6.90                 | ￡4.00                 | ￡8.40 |
| ゾーン1を含まない場合の運賃 |                        |                        |        |
| 1つから3つのゾーン          | ￡1.70                 | ￡1.50                 | ￡4.80 |
| 4つから5つのゾーン          | ￡2.80                 | ￡1.50                 | ￡5.80 |

#### トラベルカード使用時の運賃
トラベルカードと呼ばれる乗り放題の切符もあり、たとえば紙のオフピーク用トラベルカード1日券の場合、ゾーン1 - 6有効のものは￡12、ゾーン1 - 9で有効なものは￡12.80、複数日有効のものもある。このトラベルカードで有効なゾーン内であればバス、ナショナル・レイル、DLR、トラムリンク、ロンドン・オーバーグラウンドにも追加料金なしで乗ることができる。また、テムズ川を航行するリバー・サービスの3分の1割引される。
|           | オイスターカード利用時の価格上限 | オイスターカード利用時の価格上限 | トラベルカード | トラベルカード |
|           | ピーク時                         | オフピーク時                     | 終日利用可     | オフピーク時   |
| 利用範囲  |                                  |                                  |                |                |
| ゾーン1-2 | ￡6.40                           | ￡6.40                           | ￡12.00        | ￡12.00        |
| ゾーン1-3 | ￡7.50                           | ￡7.50                           | ￡12.00        | ￡12.00        |
| ゾーン1-4 | ￡9.20                           | ￡9.20                           | ￡12.00        | ￡12.00        |
| ゾーン1-5 | ￡10.90                          | ￡10.90                          | ￡17.00        | ￡12.00        |
| ゾーン1-6 | ￡11.70                          | ￡11.70                          | ￡17.00        | ￡12.00        |
| ゾーン2   | ￡6.40                           | ￡6.40                           | ￡12.00        | ￡12.00        |
| ゾーン2-3 | ￡7.50                           | ￡7.50                           | ￡12.00        | ￡12.00        |
| ゾーン2-6 | ￡11.70                          | ￡11.70                          | ￡17.00        | ￡12.00        |

### 車両・軌道・電化方式

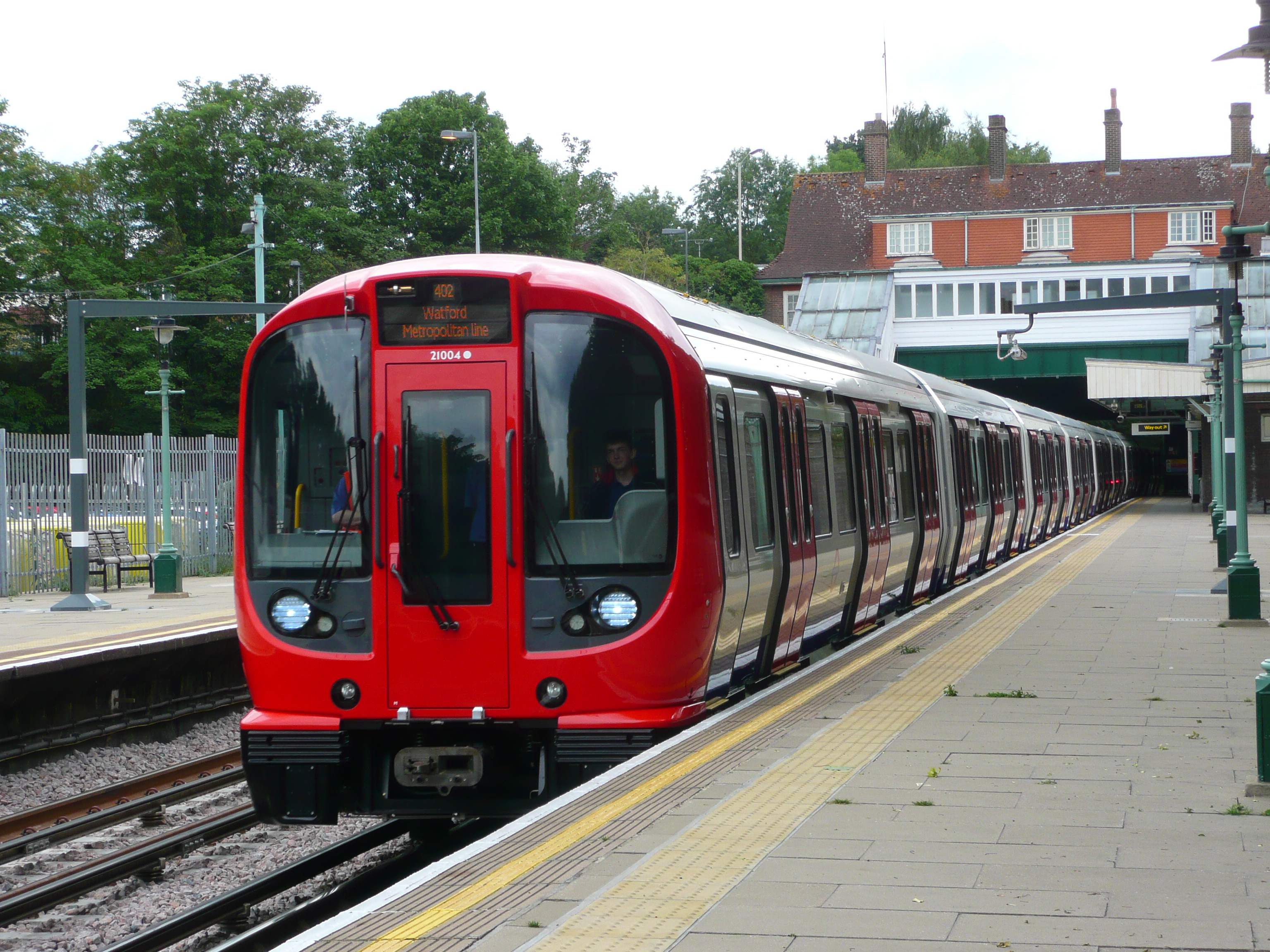
2010年運用開始のS形電車

軌間（ゲージ）は標準軌（1,435 mm）である。
ロンドン地下鉄の電化方式は世界的にも珍しい「4レールシステム」（Four-rail system）を採用している。
通常、架線あるいは、走行レールの横にある電力供給用のレール（第三軌条<サードレール>）に電圧がかかっており、電圧がかかっていない走行レールに電流を帰す（帰電）。ロンドン地下鉄では、走行レールとは別に、第三軌条と第四軌条（フォースレール）という2本の電源用レールがある。走行レール外側のレールには直流+420Vの電圧、走行レールの間のレールには直流-210Vの電圧がかけられている。それらの差の直流630Vで走行する。

### 設備
リージェント・パーク駅、ピカデリー・サーカス駅、ハイド・パーク・コーナー駅、ウェストミンスター駅およびバンク駅の5駅は出入り口の階段以外に一切の地上構造物を持たない完全地下駅である。
古い駅の通路は、長身の人は屈んで歩かないと天井の電灯に頭をぶつけるような、天井が低く狭いものがある。コヴェント・ガーデン駅、ハムステッド駅のように地上とホームとの連絡に通常はエレベーターを使い、通路は非常用に限定している駅もある。各駅のエスカレータはすべてが専用に設計されたものである。最長のエスカレータはエンジェル駅のもので、長さ60m（197フィート） 、高低差27.5m（90フィート） である。これはヨーロッパ最長である。エスカレータは1日20時間、1年364日、平均稼働率95%で1時間あたり1万3,000人の乗客を運んでいる。エスカレータでは右側に立ち、追い越す人のために左側をあけることは、もともとは習慣的なものだったが、今ではそのように案内がなされている。
ウェストミンスター駅など、ジュビリー線の一部でホームドアを設置している駅もある。
ロンドンでは30℃を超える日が年数日しかないため、基本的に地下鉄施設や列車には冷房装置がなかった。そのため、記録的な猛暑に襲われた2006年の夏はホームや列車内の温度が50℃近くに達し、大量の熱中症による死者が発生した。そのため、体が弱い人はできるだけ地下鉄を使わないようにという通達が出た。2010年8月からメトロポリタン線に冷房車が登場し、その後、サークル線などに投入予定である。
50万匹のネズミが地下鉄に生息していると推測されており、しばしば線路やプラットフォーム上を走るのが目撃される。テレビ・パーソナリティーのアンセア・ターナーは「ロンドンの地下鉄ネズミ」の一連の童話シリーズを著した。
ロンドン地下鉄およびバスの路線図や時刻表、駅名などで使用されている書体ジョンストン（Johnston）は、最初1916年にエドワード・ジョンストンがデザインした。小文字の「i（アイ）」や「j（ジェイ）」の点が菱形で、「l（エル）」にはカギ状のシッポがついているなど、特徴的なサンセリフ書体である。また、ジョンストンは1919年にロンドン地下鉄のロゴタイプであるブルズアイ（bullseye）もデザインしている。円形マーク（roundel）に駅名などのラベルを交差させたもので、ロンドンの至るところで目にすることができる。なお、ジョンストン・サンズ誕生100年にあたる2016年現在、ロンドン地下鉄で使われている書体ニュー・ジョンストン（New Johnston）は、1979年から80年代にかけて、バンクス・アンド・マイルズ社に加わっていた日本人デザイナー河野英一がジョンストン・サンズを元にリデザインしたものである。
2005年1月、ロンドン地下鉄は駅構内が若者に荒らされるのを防止する目的でクラシック音楽を流す計画を発表した。ニューカッスルのタイン・アンド・ウェア地下鉄での試行では駅員に対する暴行行為が33%減少したためである。
「マデレーン」という名前の香水を用いて、悪臭漂う地下鉄をより快適なものにするという実験が2001年3月23日から、セント・ジェームズ・パーク駅、ユーストン駅、ピカデリー・サーカス駅で開始された。実験は気分が悪くなる乗客が続出したため、翌3月24日に中断された。
駅設備の一部には、日本語案内が提示されている。